# Трудоёмкость
Трудоёмкость — количество рабочего времени человека, затрачиваемого на производство единицы продукции. Трудоёмкость обратно пропорциональна показателю производительности труда (количеству продукции, вырабатываемой за единицу рабочего времени). Понятие трудоёмкости тесно связано с понятием капиталоёмкости (количества капитала, затрачиваемого на производство единицы продукции).
В экономической теории традиционно выделяют трудоёмкие и капиталоёмкие производства и товары. Согласно ряду источников, трудоёмкость товаров понижается с тех пор, как в конце XVIII века началась промышленная революция. Напротив, капиталоёмкость товаров растёт, причём этот рост ускорился во второй половине XX века.